# فيليم الثاني، أمير أورانج
فيليم الثاني أمير أورانج (27 مايو 1626 - 6 نوفمبر 1650) كان أمير أورانج والحاكم العام لـ مقاطعات هولندا المتحدة من 14 مارس 1647 حتى وفاته بعد ثلاثة سنوات، تزوج من ماري ستيوارت ابنة الكبرى لتشارلز الأول ملك إنجلترا وهنريتا ماريا من فرنسا؛ وأنجبت له ابنه ويليام الذي أصبح بعد وقت قصير أمير أورانيا، ولاحقاً الحاكم العام لـ مقاطعات هولندية منذ 1672، وأيضا ملك إنجلترا واسكتلندا وإيرلندا بعد سقوط حماه جيمس الثاني ملك إنجلترا في عام 1689 من العرش، أصبح ملك مشترك مع زوجته ماري الثانية ملكة إنجلترا.